# گرانبورگ
گرانبورگ (به آلمانی: Grünburg) یک منطقهٔ مسکونی در اتریش است که در ناحیه کورچ‌دروف ان در کرمس واقع شده‌است.

## خصوصیات
گرانبورگ ۴۳٫۲ کیلومترمربع مساحت دارد  ۳۶۵ متر بالاتر از سطح دریا واقع شده‌است.

## جغرافیا
گرانبورگ قرار گرفته شده در ترانویتل. حدوداً ۴۸ درصد از شهر جنگل است و ۴۱ درصد زمین‌های کشاورزی می‌باشد.